# Mastax albonotata
Mastax albonotata és una espècie de coleòpter dins la família dels caràbids, amb distribució restringida a Sud-àfrica.